# 中国饭店
中国饭店，是位于中国江苏无锡市的一家老字号饭店，以无锡菜为特色，其由1947年开业至今，已有60余年历史，也是中国老字号名菜馆之一。

## 简介
无锡中国饭店创办于1947年，址在无锡火车站旁的工运路与汉昌路口，由原中南饭店经理毛仲寅、无锡宁绍同乡会负责人章绥卿等合伙经营。正式开张之日，请客三天，大摆宴席百余桌，并请知名书法家费新我挥毫写就店名，一时轰动锡城。1949年后，成为无锡最早的一家国营饭店。
中国饭店以烹调无锡风味菜肴为主，有梁溪脆鳝、黄泥煨鸡等十大名菜。开业以来，更是培养了无数名厨，有无锡餐饮界的“黄埔军校”之称。该店过去向以“上档次”闻名无锡，在1980年代便能达到年营业额5000万。1989年时，更已在店址旁买地，打算投资建设高端百货公司，计划建有旋转餐厅、保龄球馆、游泳池等休闲娱乐项目于一体，理念十分超前，惟时运不济，发生资金困难，导致该项目烂尾。2001年，中国饭店关闭。次年，老楼拆除。
闭店期间，原中国饭店经理芮毅曾试图从主管单位元盛集团（原无锡饮食服务公司）接过这一“老字号”招牌自营，但是带“中国”二字的商标难以个人注册，一时之间，中国饭店淡出无锡市民眼界。
沉寂数年后，2009年，当年中国饭店因故烂尾的大楼得到政府资金续建，饭店亦由一酒店管理公司接手，此老字号得以重回锡城。

## 知名菜品
中國飯店有十大傳統名菜，分別是：
- 鏡箱豆腐
- 黃泥煨雞
- 杏仁葛粉包
- 梁溪脆鱔
- 太湖焗鸡
- 龙眼鳝片
- 香酥银鱼
- 母油全鸭
- 龙眼大玉
- 龙凤腿

## 逸事
中国饭店曾接待过不少名流，1984年5月，华裔美籍名人李政道博士偕夫人来中国饭店进早餐，食谱为枣泥拉糕、蟹壳黄酥饼、无锡小笼馒头、雪菜烂糊面和贡茶一杯。餐后，连声称赞说：“我第一次吃到这样最好的早餐，谢谢!”1984年12月，时「政协」副主席费孝通在中国饭店用餐后提笔挥毫“太湖邨”，其所食的菜肴是：红烧嘴峰（青、草鱼的嘴巴）、天下第一菜（虾仁、锅巴、扣蘑、鸡丝）、太湖鱼片、鸡丝银鱼汤、鸡油菜心、炒八宝饭、杏仁葛粉包。1982年，当时上海滑稽剧团的青年演员周立波亦曾在中国饭店配菜间实习过一个月，专门学习无锡话。